# Knowledge Organization
Knowledge Organization – czasopismo naukowe poświęcone organizacji wiedzy. Jest indeksowane w bazach: Social Sciences Citation Index, Web of Science, Information Science Abstracts, INSPEC, Library & Information Science Abstracts, Library, Information Science & Technology Abstracts, Library Literature and Information Science, PASCAL, Referativnyi Zhurnal Informatika oraz Sociological Abstracts. W 2019 r. wskaźnik cytowań czasopisma według Journal Citation Reports wynosił 0.977. W tym samym roku czasopismo uzyskało 40 punktów na liście czasopism punktowanych Ministerstwa Nauki i Szkolnictwa Wyższego.

## Historia
W latach 1974–1992 wychodziło pod tytułem International Classification. W 1989 r. czasopismo zostało oficjalnym organem International Society for Knowledge Organization. Od 1993 r. wychodzi pod obecnym tytułem. Redaktorami naczelnymi czasopisma byli:
- Ingetraut Dahlberg (1974-1996)
- Charles T. Gilreath (1997-1998)
- Clare Beghtol (1999)
- Hope A. Olson (2000-2004)
- Richard P. Smiraglia (2004- )